# Liffey
Liffey er en 125 km lang irsk flod, der udspringer ved Sally Gap nær Kippure i Wicklow syd for Dublin, løber gennem byen og udmunder i det Irske Hav. Den er blandt Irlands længste floder. Liffey har et rigt plante- og dyreliv og mange broer, som krydser den, alene i det centrale Dublin er der 16 broer.
Liffey har delt Dublin i en nordlig del fortrinsvis beboet af folk fra arbejderklassen. Og en mere borgerlig del syd for floden med regeringsinstitutioner. Selv om udviklingen har fjernet mange af de historiske karakteristika, bærer den traditionelle arkitektur vidnesbyrd om det: fx de mange ens boligblokke på nordsiden og aristokratiets og det britisk inspirerede borgerskabs rækkehuse langs de brede gader syd for Liffey. Liffeys mange broer har været med til at øge byens integration og har haft en meget betydelig social funktion.
I den østlige del af Dublin foregik en meget omfattende byudvikling langs begge bredder af Liffey i Dublin Docklands. Den blev varetaget og koordineret af Dublin Docklands Development Authority, men var sat i bero under finanskrisen, som Irland er på vej ud af.